# Pfinzgau Ost
Das FFH-Gebiet Pfinzgau Ost ist ein im Jahr 2005 durch das Regierungspräsidium Karlsruhe nach der Richtlinie 92/43/EWG (Fauna-Flora-Habitat-Richtlinie) angemeldetes Schutzgebiet (Schutzgebietskennung DE-7017-341) im deutschen Bundesland Baden-Württemberg. Mit Verordnung des Regierungspräsidiums Karlsruhe zur Festlegung der Gebiete von gemeinschaftlicher Bedeutung vom 12. Oktober 2018 (in Kraft getreten am 11. Januar 2019), wurde das Schutzgebiet ausgewiesen.

## Lage
Das 1769,5 Hektar große FFH-Gebiet gehört zum Naturraum 125-Kraichgau innerhalb der naturräumlichen Haupteinheit 12-Neckar- und Tauber-Gäuplatten. Es liegt zwischen dem Neulinger Ortsteil Nußbaum im Norden und dem Birkenfelder Ortsteil Obernhausen im Süden und erstreckt sich über die Markungen von neun Städten und Gemeinden.
- Stadt Pforzheim: 159,2551 ha = 9 %
- Birkenfeld: 35,39 ha = 2 %
- Eisingen: 123,8651 ha = 7 %
- Ispringen: 176,9501 ha = 10 %
- Keltern: 654,7155 ha = 37 %
- Remchingen: 17,695 ha = 1 %
- Neulingen: 88,475 ha = 5 %
- Kämpfelbach: 194,6451 ha = 11 %
- Königsbach-Stein: 318,5102 ha = 18 %

## Beschreibung und Schutzzweck
Es handelt sich um eine typische Pfinzgaulandschaft mit kleinteiligem Mosaik aus Wald, Wiesen- und Magerrasengebieten und Extensivweiden. Außerdem bestehen Streuobstbestände mit alten Birnbäumen, Bachtäler mit Erlenauenwald und Röhricht sowie Weinberge.

### Lebensraumklassen
(allgemeine Merkmale des Gebiets) (prozentualer Anteil der Gesamtfläche)
Angaben gemäß Standard-Datenbogen aus dem Amtsblatt der Europäischen Union
|                                                               |                                                               |  |      |      |
| N06 – Binnengewässer (stehend und fließend)                   | N06 – Binnengewässer (stehend und fließend)                   |  | 1 %  | 1 %  |
| N10 – Feuchtes und mesophiles Grünland                        | N10 – Feuchtes und mesophiles Grünland                        |  | 19 % | 19 % |
| N14 – Melioriertes Grünland                                   | N14 – Melioriertes Grünland                                   |  | 1 %  | 1 %  |
| N15 – Anderes Ackerland                                       | N15 – Anderes Ackerland                                       |  | 4 %  | 4 %  |
| N16 – Laubwald                                                | N16 – Laubwald                                                |  | 50 % | 50 % |
| N17 – Nadelwald                                               | N17 – Nadelwald                                               |  | 1 %  | 1 %  |
| N19 – Mischwald                                               | N19 – Mischwald                                               |  | 9 %  | 9 %  |
| N21 – Nicht-Waldgebiete mit hölzernen Pflanzen                | N21 – Nicht-Waldgebiete mit hölzernen Pflanzen                |  | 15 % | 15 % |
| N22 – Binnenlandfelsen, Geröll- und Schutthalden, Sandflächen | N22 – Binnenlandfelsen, Geröll- und Schutthalden, Sandflächen |  | 0 %  | 0 %  |
|                                                               |                                                               |  |      |      |

### Lebensraumtypen
Gemäß Anlage 1 der Verordnung des Regierungspräsidiums Karlsruhe zur Festlegung der Gebiete von gemeinschaftlicher Bedeutung (FFH-Verordnung) vom 12. Oktober 2018 kommen folgende Lebensraumtypen nach Anhang I der FFH-Richtlinie im Gebiet vor:
| EU Code | Lebensraumtyp (offizielle Bezeichnung)                                                             | Kurzbezeichnung                      | Hektar |
| ------- | -------------------------------------------------------------------------------------------------- | ------------------------------------ | ------ |
| 3150    | Natürliche eutrophe Seen mit einer Vegetation des Magnopotamion oder Hydrocharition                | Natürliche nährstoffreiche Seen      | 0,14   |
| 6210    | Naturnahe Kalk-Trockenrasen und deren Verbuschungsstadien (Festuco-Brometalia)                     | Kalk-Magerrasen                      | 36,50  |
| 6430    | Feuchte Hochstaudenfluren der planaren und montanen bis alpinen Stufe                              | Feuchte Hochstaudenfluren            | 6,10   |
| 6510    | Magere Flachland-Mähwiesen (Alopecurus pratensis, Sanguisorbaofficinalis)                          | Magere Flachland-Mähwiesen           | 172,00 |
| 8210    | Kalkfelsen mit Felsspaltenvegetation                                                               | Kalkfelsen mit Felsspaltenvegetation | 0,10   |
| 9130    | Waldmeister-Buchenwald (Asperulo-Fagetum)                                                          | Waldmeister-Buchenwald               | 583,60 |
| 9150    | Mitteleuropäischer Orchideen-Kalk-Buchenwald (Cephalanthero-Fagion)                                | Orchideen-Buchenwälder               | 3,60   |
| 9180    | Schlucht- und Hangmischwälder (Tilio-Acerion)                                                      | Schlucht- und Hangmischwälder        | 2,10   |
| 91E0    | Auenwälder mit Alnus glutinosaund Fraxinus excelsior (Alno-Padion, Alnion incanae, Salicion albae) | Auenwälder mit Erle, Esche, Weide    | 5,50   |

### Zusammenhängende Schutzgebiete
Das FFH-Gebiet besteht aus 14 Teilgebieten. Es überschneidet sich mit vier Landschaftsschutzgebieten. Im Süden liegen geringe Teilflächen im Naturpark Schwarzwald Mitte/Nord. Innerhalb des Gebiets liegen die Naturschutzgebiete
- 2119-Beim Steiner Mittelberg
- 2125-Ellmendinger Roggenschleh
- 2057-Ersinger Springenhalde
- 2020-Essigberg